# Expatriés japonais aux Pays-Bas
 (novembre 2010).
Si vous disposez d'ouvrages ou d'articles de référence ou si vous connaissez des sites web de qualité traitant du thème abordé ici, merci de compléter l'article en donnant les références utiles à sa vérifiabilité et en les liant à la section « Notes et références ».
Les expatriés japonais aux Pays-Bas comprennent aussi bien les immigrés du Japon et leurs enfants que les citoyens néerlandais d'origine japonaise.
Il y aurait 7 524 personnes d'origine japonaise vivant aux Pays-Bas en 2009, selon le Bureau central de la statistique des Pays-Bas. En général, ils sont des résidents étrangers temporaires employés par des compagnies japonaises.

## Démographie et Distribution
Selon une enquête de 1996, 80 % des Japonais aux Pays-Bas se composent d'employés de compagnies japonaises et de leurs familles. Les 10 % restants sont des fonctionnaires japonais affectés à l'étranger, des chercheurs, des étudiants mais il y a aussi des résidents à long terme, surtout des femmes japonaises mariées à des hommes néerlandais. La plupart habite à Amsterdam. Cependant, il y a également environ 150 habitants de Maastricht, la plupart du temps employés de Mitsubishi et leurs familles.
Les statistiques des Pays-Bas de 2009 en ce qui concerne les personnes d'origine japonaise montrent :
- 5 985 personnes nées au Japon (2 691 hommes, 3 294 femmes)
- 1 539 personnes nées localement (783 hommes, 756 femmes), dont :
  - 1 140 ont un parent né en dehors des Pays-Bas (582 hommes, 558 femmes)
  - 399 ont les deux parents nés en dehors des Pays-Bas (201 hommes, 198 femmes)

Soit un total de 7 524 personnes. Cela représente une croissance d'environ 2,4 % par rapport à l'année précédente, et d'environ 18 % par rapport à 1996, la première année où des statistiques sont rendues disponibles. Cependant, ils forment toujours une infime proportion, un peu de 0,2 %, de toutes les personnes d'origine étrangère aux Pays-Bas.

## Emploi
Le lieu de travail est l'un des sites les plus importants de rencontres interculturelles pour les travailleurs japonais aux Pays-Bas. Les bureaux des compagnies japonaises aux Pays-Bas sont généralement petits, comptant moins de 100 employés. Les processus décisionnels dans les cultures d'entreprise japonaises et hollandaises sont superficiellement semblables, toutes deux s'appuyant sur un consensus des parties prenantes et des subordonnées plutôt que de remettre le pouvoir décisionnel à une seule personne. Cependant, la nécessité des expatriés japonais cadres-moyen de se référer aux plans des sièges sociaux au Japon, en plus de la responsabilité collective des résultats des plans adoptés par consensus, signifie que la prise de décision des compagnies japonaises est plus lente que dans les compagnies hollandaises ; Les employés hollandais des compagnies japonaises estiment que le processus décisionnel permet de meilleurs résultats malgré sa lenteur.
Les expatriés japonais employés aux Pays-Bas font de plus longues heures que les employés locaux. Les employés hollandais estiment que leurs supérieurs et collègues japonais font de telles heures parce qu'ils emploient leur temps inefficacement ; en outre, ils sentent peu de pression pour adopter les mêmes heures de travail, affirmant que les directeurs japonais reçoivent simplement plus d'avantages et de salaire en conformité avec leur responsabilité accrue. Cependant, leurs collègues japonais n'aiment pas cette attitude, estimant que les collègues hollandais « quittent un travail inachevé sur leur bureau et rentrent à la maison », le laissant pour que les Japonais le finissent plus tard. Les directeurs japonais trouvent qu'ils doivent indiquer des exigences professionnelles et des responsabilités plus explicitement aux employés hollandais qu'aux employés japonais au Japon, en raison de l'importance culturelle locale de la responsabilité individuelle sur la responsabilité collective.

## Cuisine
Quand ils mangent à l'extérieur, les expatriés japonais fréquentent généralement les restaurants chinois (29 % des repas mangés à l'extérieur) ; les restaurants japonais à 25 %, italiens à 19 %, et français à 10 %. Cependant, ils critiquent les restaurants japonais des Pays-Bas pour leur mauvaise qualité et leurs prix élevés. Ils cuisinent également de la nourriture japonaise à la maison, mais différemment qu'au Japon ; ils consomment moins de poissons et plus de plats de viande (particulièrement Nikujaga), et doivent souvent trouver des produits de remplacement pour les légumes qui sont localement indisponibles. Préparer de la nourriture japonaise est souvent considéré difficile, et beaucoup d'épouses japonaises affirment qu'elles préparent de tels plats seulement parce que leurs maris les aiment ; quand leurs maris sont absents, elles cuisinent à l'occidentale à la place. Cependant, la communauté d'Amsterdam dispos de quelques épiceries japonaises. Pour la communauté de Maastricht, de tels commerces n'existent ; beaucoup franchissent la frontière avec l'Allemagne pour faire leurs achats à Düsseldorf et pour tirer profit des nombreuses épiceries spécialisées qui desservent la communauté japonaise de la ville. Une mode commune est la culture des assaisonnements d'herbe, particulièrement Glebionis coronaria, Perilla, et Cryptotaenia dans son propre jardin.

## Éducation
Amsterdam dispose d'une école japonaise pour la semaine (Amsterdam Japanese School), et Rotterdam aussi dispose d'une école japonaise pour la semaine (Rotterdam Japanese School). Il y a également une école japonaise pour le week-end (hoshuko) à Maastricht, fondée en 1992 comme aile de l'école internationale de Joppenhoff. Elle a commencé avec 15 étudiants, et s'est développée jusqu'à 30, mais la fréquentation a diminué de concert avec l'économie, et en 2004, il y avait 20 étudiants inscrits.